# Urban Trial Freestyle
Urban Trial Freestyle est un jeu vidéo de trial mêlant course et plates-formes développé et édité par Tate Interactive. Il est sorti à partir de 2013 sur Windows, PlayStation 3, Nintendo 3DS, PlayStation Vita, iOS et Android.
Il a pour suite Urban Trial Freestyle 2.

## Accueil
- Canard PC : 5/10 (PS3)[1]